# Centroribates mucronatus
Centroribates mucronatus är en kvalsterart som först beskrevs av G. och R. Canestrini 1882.  Centroribates mucronatus ingår i släktet Centroribates och familjen Galumnidae. Inga underarter finns listade i Catalogue of Life.